# Temesszentandrási Guido
Temesszentandrási Guido (Sopron, 1911. február 2. – Budapest, 1986. április 29.) kohómérnök, a második világháborút megelőző időszak, és az azt követő évtizedek magyar kohászati iparának meghatározó egyénisége.

## Szakmai életútja

### A főiskolától az Ózdi Kohászati Üzemekig
1934-ben a Soproni Bányamérnöki és Erdőmérnöki Főiskolán szerezte kohómérnöki diplomáját.
Első munkahelye a csepeli Weiss Manfréd Acél- és Fémművek Rt. volt. Innen 1937-ben a Rimamurány-Salgótarjáni Vasmű Rt-hez hívták, ahol először Salgótarjánban, majd Ózdon, a durvahengermű részlegen dolgozott. Az Ózdi Kohászati Üzemek (ÓKÜ) néven államosított gyárkomplexumban a durvahengermű üzemfőnöke, 1952-től 1968-ig pedig a gyár főmérnöke, majd műszaki igazgatója volt.
Szerepe volt több más magyarországi kohászati üzem létesítésében is, így például a Lőrinci Hengermű beindításában, vagy a Dunai Vasmű nemesacélgyártó üzemegységének megalakításában.
Számos újítása volt, mint például a Siemens-Martin kemencékben használt ún. „ékes tégla”, melynek alkalmazásával a kemencék leállással járó karbantartási igénye jelentősen csökkent, vagy a JF (jól forgácsolható) acél, amely az acélmegmunkáló szerszámok élén kirakódó, azok élettartamát többszörösére növelő ötvözőanyagot tartalmaz.
A vezetése alatt álló üzemegységekben rendkívül nagy hangsúlyt fektetett a munkavédelemre, melynek eredményeképpen az irányítása alatt álló üzemek baleseti mutatói jobbak voltak, mint a korabeli könnyűiparéi.

### Szerepe a Duna-hidak újjáépítésében
A második világháború után komoly szerepe volt az Ózdi Kohászati Üzemek újraindításában és a budapesti Duna-hidak újjáépítéséhez szükséges kohászati termékek előállításában. A neve ma is olvasható egy, a Margit híd pesti hídfőjén elhelyezett emléktáblán. Jelentős szerepe volt abban, hogy a második világháború után mindössze hét hónap alatt megépülhetett a budapesti Kossuth-híd.
Gerő Ernő az ÓKÜ-ben, 1945 nyarán tett látogatása alkalmával szigorúan négyszemközt utasította Temesszentandrásit arra, hogy szervezze meg a Szabadság híd építéséhez szükséges acélanyag visszatartását a Szovjetuniónak jóvátétel címén rendszeresen juttatott acélszállítmányokból – természetesen a célország tudta nélkül. Gerő a beszélgetés idejére a teljes épületet kiüríttette, hogy megakadályozza az elhangzottak kihallgatását. Gerő Ernő a feladat ellátásáért kétszeres fizetést ajánlott fel Temesszentandrásinak, aki az így kapott többletösszeget minden hónapban befizette egy hadiözvegyek és –árvák részére létrehozott alapítványba. A korabeli hivatalos propaganda szerint a híd második világháborús acéltörmelékekből, például alföldi olajfúrótornyok roncsaiból készült.

### Kossuth-díj
1948-ban – a díj alapításának évében – Kossuth-díjat kapott. A díjhoz mellékelt oklevélben indoklásként az áll, hogy kiemelkedő érdemei voltak az Ózdi Kohászati Üzemek durvahengerművének háború utáni újraindításában.

### Értékelemzés
1968-tól 1979-es nyugdíjba vonulásáig az Országos Műszaki Fejlesztési Bizottság főosztályvezetője volt. E minőségében is jelentős szerepe volt az értékelemzés módszerének magyarországi meghonosításában. Nevéhez fűződik az első magyar értékelemzési feladat elkészítése (1963), illetve alapító elnöke volt az értékelemzés első magyarországi társadalmi szervezetének, az Értékelemzési Tanácsnak.
Az akkori Német Szövetségi Köztársaságban is ő oktatta az első értékelemzőket. Nevét viseli a Magyar Értékelemzők Társasága által alapított Temesszentandrási Guidó-díj.

## Személyes életútja
Soproni német anyanyelvű szülők, Matthias Galatik és Emilie Ludovica Fiedler öt gyermeke közül negyedikként, Galatik Guido néven született. (A Galatik ősök Olaszországból, más feltevések szerint Görögországból származtak német nyelvterületre, majd Nyugat-Magyarországra. A galatikosz szó ógörög nyelven keltát jelent.)
Szülei polgári, illetve iparos-kereskedőcsaládból származtak, és azon német anyanyelvű, de magukat magyarnak valló többség közül valók voltak, akik az emlékezetes 1921-es soproni népszavazáson Sopron Magyarországhoz való csatolása mellett voksoltak, és ezzel Sopron számára kiérdemelték a „Civitas fidelissima” azaz a „Leghűségesebb város” címet.
Az ifjú Galatik Guido főiskolás évei alatt magyarosította nevét Temesszentandrásira. A névválasztás apropóját az erdélyi Temesszentandráson élt apai nagyszülők adták. 1937-ben, Salgótarjánban töltött hónapjai alatt ismerkedett meg jövendőbeli feleségével, Horváth Hedviggel, akivel 1938-ban házasodtak össze. Nyolc gyermekük született.
Első számú kedvtelése a zongorázás volt, amelyet művészi fokon művelt. Fiatal éveiben rendszeresen kísért némafilmeket a soproni moziban.

## Külső hivatkozások
- Magyar Értékelemzők Társasága
- A Temesszentandrási Guidó-díj
- Híres magyar mérnökök